# Праздник середины года
Праздник «Доан Нго» (вьет. Đoan Ngọ) — праздник, отмечаемый во Вьетнаме 5 числа 5 месяца по лунному календарю. Аналогичный праздник является традиционным в Китае, а также в других странах Восточной Азии. «Доан» означает открытие, «Нго» означает период с 11 утра до 1 дня. Праздник «Доан Нго» также известен как праздник «Доан Дыонг» (вьет. Đoan Dương) или праздник «уничтожения насекомых» (вьет. Diệt sâu bọ).
Праздник «Доан Нго» во Вьетнаме, также известный как праздник «уничтожения насекомых», как начало периода уничтожения насекомых, атакующих растения в полях, в том числе и съедобных. Считается, что первое блюдо в этот день уничтожает червей в человеческом теле. Во Вьетнаме, Китае и Южной Корее разные легенды об этом празднике.

## Легенда
Однажды крестьяне праздновали сбор небывало богатого урожая, но собравшиеся насекомые стали поедать фрукты и заготовленные продукты. Крестьяне не могли придумать, как избавиться от насекомых. Вдруг к ним подошел старик по имени Дой Чуан (вьет. Đôi Truân). Он подсказал каждой семье собрать в корзину для поклонения фрукты и торт «Зо». Когда люди последовали совету, насекомые разбежались и погибли. Старик сказал, что обряд нужно повторять в этот день каждого года, поскольку в этот день насекомые очень агрессивны. Люди хотели отблагодарить старика, но он уже куда-то ушел. В память об этом, люди назвали этот день праздником «уничтожения насекомых», или праздник «Доан Нго», так как поклонение часто происходит ровно в полдень.

## Празднование
Перед праздником люди покупают много фруктов для обрядов и в качестве пищи. Семья покупает или делает рисовое вино (вьет. Rượu nếp) и торт «Зо».
В этот день вся семья собирается и вместе отмечает праздник. Согласно народным верованиям, в человеческом теле скрываются черви, причиняющие различные болезни и недуги. Поэтому утром вместо завтрака едят фрукты и пьют рисовое вино — напиток домашнего приготовления из перебродившего варёного клейкого риса особого сорта чёрного или светло-желтого цвета. Считается, что рисовое вино уничтожает червей.
На обед и ужин на севере Вьетнама готовят блюда из утки, часто кровяной пудинг. На юге готовят торт «Зо» из риса, и едят его вместо сахара.